# Skybeamer

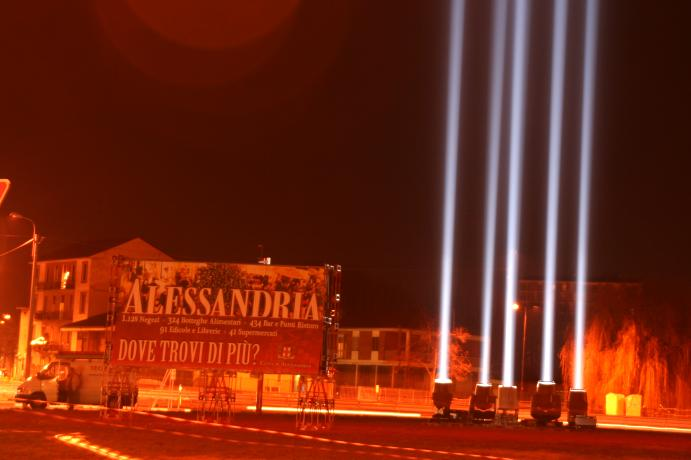

Een skybeamer is een zeer sterke schijnwerper waarmee projecties hoog in de lucht gerealiseerd kunnen worden. Hij wordt veelal gebruikt voor reclamedoeleinden. Het licht wordt vanaf de grond in de nachtelijke hemel geschenen, doorgaans met roterende lichtbundel, die in de wijde omtrek vanaf de grond kan worden gezien. Het licht weerkaatst op nevel en wolken in de lucht, waardoor het licht wordt verspreid.
Het vermogen van een skybeamer ligt doorgaans tussen de 1200 en 7000 watt, waarmee een xenonlamp of metaalhalidelamp wordt gevoed.

## Geschiedenis
Reeds in de jaren 1930 liet Albert Speer de hemel oplichten bij demonstraties van de NSDAP. Hiertoe werden meer dan honderd schijnwerpers gebruikt.

## Omstreden
Skybeamers zijn omstreden, omdat ze tot lichtvervuiling bijdragen. Ze zouden trekvogels storen en de leefwijze van nachtactieve insecten beïnvloeden.
In veel gemeenten in Nederland dient voor gebruik van een skybeamer een vergunning te worden aangevraagd.

## Ongeïdentificeerde verschijnselen in de lucht
De projectiebeelden van roterende skybeamers op de onderkant van een middelhoge vlakke wolkenlaag kunnen aanleiding geven tot het melden van ongeïdentificeerde verschijnselen in de lucht. Tijdens neerslag (regen) kunnen plaatselijke verhelderingen te zien zijn in de stralen van de skybeamers. Deze verhelderingen zijn fragmenten van de primaire regenboog.